# Ferrovia Verona-Caprino-Garda
La ferrovia Verona-Affi-Caprino con la diramazione Affi-Garda è stata una linea ferroviaria italiana che univa Verona al lago di Garda e alle pendici del monte Baldo, transitando per la Valpolicella. Il percorso ricadeva completamente nel territorio della Provincia di Verona.
Realizzata grazie alla volontà di un comitato promotore e sostenuta da molti sindaci della zona, rappresentò un importante tassello nello sviluppo sociale e industriale dei paesi attraversati.
La prima tratta fu inaugurata nel 1889, mentre l'intera ferrovia fu dismessa nel 1959 a causa della mancanza di investimenti e della concorrenza del trasporto su gomma.

## Storia
| Tratta         | Inaugurazione   |
| -------------- | --------------- |
| Verona-Caprino | 4 agosto 1889   |
| Affi-Garda     | 31 gennaio 1904 |

### Progetto e nascita della ferrovia
(Il comitato promotore della ferrovia)

Lavori di costruzione della linea ferroviaria.

Nella seconda metà del XIX secolo gli abitanti di Garda, Costermano, Bardolino e Affi avevano più volte manifestato l'interesse per un collegamento ferroviario diretto con il capoluogo di provincia, Verona, in quanto la linea del Brennero risultava a loro scomoda poiché posizionata in fondo alla valle dell'Adige. Il 28 maggio 1883 si costituì così un comitato promotore composto dai sindaci di Affi e Costermano (rispettivamente Giuseppe Poggi e Girolamo Giuliari) e dagli ingegneri Giovanni Beccherle e Giuseppe Fraccaroli per la costruzione di una ferrovia tra la città di Verona e le pendici del monte Baldo. Il comitato si prodigò subito nella raccolta dei fondi necessari nel progetto e nel sensibilizzare i comuni limitrofi, inoltre indisse a tal proposito un'assemblea il 2 luglio 1883, durante la quale vennero illustrati i benefici del progetto a tutti i sindaci dei paesi coinvolti che, con l'eccezione del sindaco di Garda, approvarono il progetto.
Ottenuto rapidamente il consenso degli altri comuni interessati, il comitato promotore si adoperò per ottenere le autorizzazioni necessarie da parte del Ministero dei lavori pubblici e del Ministero della guerra: il primo rispose positivamente in poco meno di un anno dalla richiesta (la concessione pervenne il 12 luglio 1884), mentre il Ministero della guerra dette il suo benestare nel gennaio 1886, anche per il fatto che era egli stesso interessato a una linea ferroviaria in direzione del confine austriaco e che avrebbe potuto servire una caserma degli Alpini situata a Caprino. In seguito a queste autorizzazioni, nel giro di un anno si procedette a perfezionare ulteriori dettagli e il 5 febbraio 1886 venne siglata una convenzione tra comitato promotore e Governo, il quale stabilì un sussidio di 1 000 lire al chilometro per quindici anni e della durata di novant'anni. Tale convenzione fu poi ratificata l'11 febbraio con Regio Decreto n. 3762.

La stazione di San Pietro in Cariano.

Nell'ottobre 1886 fu costituita la "Società Anonima per la Ferrovia Verona-Caprino-Garda" (FVCG), con sede a Milano e direzione a Verona, allo scopo di raccogliere i fondi per la costruzione e l'esercizio: la società possedeva un capitale sociale di lire 2 500 000 e fu presieduta dal banchiere Alberto Vonwiller, mentre vicepresidente fu Achille Levi; tra i consiglieri risultano Serafini, Camis e Luzzato. L'entità delle spese previste per la realizzazione dell'opera spiega per quale motivo fu necessario ricorrere a capitali non veronesi: in quel tempo Verona viveva un periodo di arretratezza economica e industriale e non era presente una classe imprenditoriale in grado di investire così ingenti capitali in tal opera, inoltre le ancora presentì "servitù militari" non favorirono il decollo dell'industria, come invece era avvenuto già da tempo in Lombardia.
L'anno successivo furono avviati gli espropri e vi furono alcune polemiche fra Società Anonima e comune di Verona sul posizionamento della stazione di testa: la prima voleva collocarla nei giardini di porta San Giorgio, mentre il secondo non era intenzionato a creare problemi agli abitanti della zona e agli utenti della strada postale per il Tirolo, che sarebbe stata tagliata dalle rotaie in quei pressi. La questione sfociò in un'azione legale, seguita con interesse dalla stampa locale, che portò il comune a ottenere una vittoria quantomeno sul piano economico, nonostante ciò la stazione fu attestata a San Giorgio e la linea tra Caprino e Verona fu inaugurata il 3 agosto 1889.

### L'inaugurazione

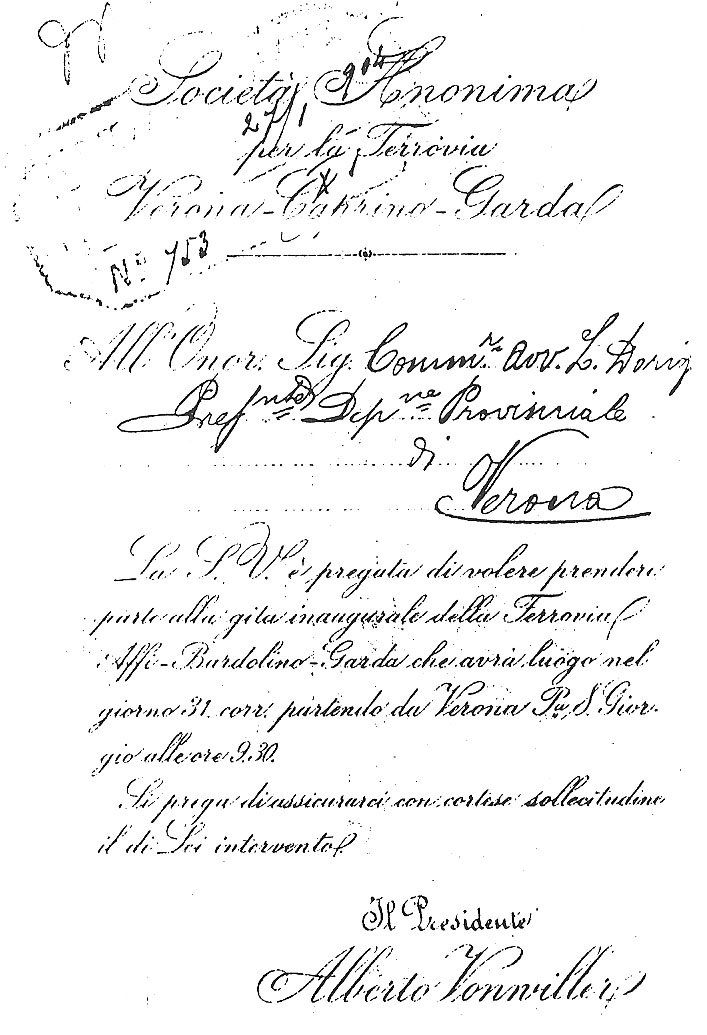
Invito all'inaugurazione del secondo tratto Verona-Caprino del 31 gennaio 1904.

Il 3 agosto del 1889, a sei anni dalla costituzione del comitato promotore, venne inaugurata la prima tratta della ferrovia, tra Verona Porta San Giorgio e Caprino Veronese, con una festa a cui partecipò una folla numerosa e molte autorità, anche se mancarono i rappresentanti del comune di Verona. Nel suo primo viaggio il treno fermò ad ogni stazione, dove accolse a bordo il sindaco del comune corrispondente, e all'arrivo a Caprino, accompagnato da numerose persone provenienti anche dalle località montane, si tenne il pranzo ufficiale. Il giorno successivo all'inaugurazione iniziò il servizio passeggeri: il successo si rivelò notevole, anche per la voglia di provare il nuovo mezzo, a tal punto che le prime corse registrarono il pieno.
Inizialmente transitavano cinque coppie di treni al giorno, tra andata e ritorno, e il costo del biglietto era di lire 3,75, 2,70 e 1,70 rispettivamente in prima, seconda e terza classe. Il personale era vestito con un'uniforme nera e berretto, con fodera blu in cui erano presenti dei filetti e bordi rossi o d'argento a seconda delle mansioni e del grado.

Ponte della ferrovia sull'Adige in località Ponton. Fu fatto saltare dai tedeschi in ritirata nel 1945

In un'epoca in cui l'automobile era appannaggio per pochi ricchissimi, la nascita di questa ferrovia rappresentò un radicale cambio nelle abitudini della popolazione in quanto il tempo per spostarsi da Verona a Caprino si ridusse ad una mezz'ora, rispetto alle due ore impiegate dai mezzi tradizionali (cavalli e carretti).
La costruzione della linea per Garda, prevista dai progetti originari, fu invece sospesa in attesa di ulteriori sussidi. Si dovette attendere la costituzione di un nuovo comitato promotore per risolvere la questione e sollecitare l'avvio dei lavori: si firmò una nuova convenzione con il Governo, che fu approvata con Regio Decreto n. 82 del 23 febbraio 1902. La Affi-Garda fu inaugurata il 31 gennaio 1904.

### La ferrovia nei primi decenni del Novecento
| Gestore della linea ferroviaria                             | Periodo          |
| ----------------------------------------------------------- | ---------------- |
| Società Concessionaria Anonima Commerciale                  | dal 1910 al 1924 |
| Società Veneta                                              | dal 1910 al 1924 |
| Amministrazione Provinciale (subgestione S.A.E.R. dal 1935) | dal 1924 al 1959 |

Nel 1910 la FVCG sub concesse la ferrovia alla Società Veneta per la Costruzione e l'Esercizio di Ferrovie Secondarie Italiane, la quale mantenne in esercizio la linea durante la prima guerra mondiale, quando per esigenze belliche le corse civili furono pressoché soppresse a favore del trasporto militare. Al termine del conflitto la ripresa però stentò a decollare, così la società di gestione fu costretta a ridurre il traffico a soltanto quattro coppie di corse al giorno nel periodo estivo e tre in quello invernale.
A causa dell'insufficienza del servizio, nel 1924, la Società Veneta non ritenne più conveniente esercire la linea che quindi fu riscattata dalla Provincia: l'ente pubblico effettuò diversi investimenti tra cui l'acquisto di automotrici ad accumulatori costruite dalla Rognini & Balbo le quali permisero di aumentare il numero di corse, passando ad espletare quattro corse invernali e sei estive per l'intera rete, a cui si aggiungevano due corse fino a Parona e tre fino a Domegliara, inoltre si progettò (a seguito di una delibera del 14 dicembre 1925) di elettrificare completamente la linea, modifica che però non venne mai attuata a causa di contrasti tra l'Amministrazione e il Governo Fascista.
Il 1925 fu costellato da alcuni incidenti che fortunatamente non provocarono danni ai passeggeri. L'11 marzo un convoglio deragliò presso la stazione di Calmasino a causa di una chiusura incompleta di uno scambio, mentre il 9 luglio, a causa di un errore umano del manovratore, alcuni carri fuoriuscirono dai binari creando ritardi sulla linea di diverse ore. Sempre nello stesso anno venne denunciato ai carabinieri un tentativo di manomissione della linea con il ritrovamento di alcuni sassi collocati sui binari presso il passaggio a livello di Cavaion.
Dopo una decina d'anni di gestione diretta, tuttavia, la provincia entrò in una fase difficile, per cui decise di cedere la gestione alla Società Anonima Esercizi Riuniti (SAER) nel giugno 1935, la quale negli anni seguenti procedette al riordino del materiale rotabile, dismettendo quello ritenuto ormai obsoleto.

### La ferrovia durante e dopo la seconda guerra mondiale

Motrici ad accumulatori presso la stazione di Parona.

Durante la seconda guerra mondiale la ferrovia risentì della difficile situazione: oltre ai cronici problemi derivati dalla difficoltà dell'approvvigionamento dell'acqua per le caldaie, essa fu spesso oggetto di attacchi e bombardamenti, in particolare nel 1943 quando si ebbero gli episodi più gravi, ovvero a settembre la morte di una passeggera a seguito di un attacco con mitragliatrice di un aereo inglese tra le stazioni di Costermano e Pesina, e un analogo assalto avvenuto il 3 novembre, con un bilancio ancora più grave. Tra il mese di luglio del 1944 e quello di aprile del 1945 la ferrovia fu interrotta diciannove volte dai bombardamenti anglo-americani, nonostante ciò i ripristini furono sempre tempestivi in quanto la linea era utilizzata dall'esercito tedesco per i rifornimenti. A causa della difficoltà di reperimento dei mezzi, inoltre, venne per un certo periodo sospeso anche il servizio di trasporto del carbone tra Domegliara e Caprino. Un grave danno all'infrastruttura della linea si ebbe il 25 aprile 1945, al termine dell'occupazione tedesca, quando i soldati, ormai in fuga, minarono e fecero saltare il ponte della Sega, che venne ricostruito l'anno seguente con arcate in calcestruzzo armato grazie a una spesa di lire 29 600 000 totalmente a carico dello Stato.
Nel 1948 la SAER acquistò dalle Ferrovie dello Stato delle automotrici ALn 556 che furono impiegate per il trasporto viaggiatori: i nuovi rotabili misero in luce tutti i limiti del vecchio armamento, incapace di sostenere aumenti di velocità. Erano necessari però nuovi investimenti che la Provincia non intese effettuare, per questo motivo nel 1954 si decise per la chiusura della linea.

### La fine della linea
(Germano Mosconi, nell'articolo apparso su L'Arena il 20 marzo 1957)

Personale della ferrovia in posa.

Nella prima metà degli anni cinquanta fu commissionato uno studio economico sul trasporto pubblico veronese che portò a delinearsi la volontà di sopprimere la linea nonostante le molte voci a difesa della ferrovia. I detrattori presentarono le seguenti argomentazioni:
- si sosteneva che il materiale rotabile era per lo più obsoleto anche a causa della mancata elettrificazione della linea;
- il tragitto del treno, con i numerosi passaggi a livello, creava problemi alla circolazione automobilistica che stava intensificandosi sempre di più;
- i costi complessivi della gestione, e in particolare per il personale impiegato, superava di gran lunga i proventi, mettendo in crisi i bilanci dell'Amministrazione Provinciale.

Il tronco Garda-Affi fu il primo ad essere dismesso, nel luglio 1956, seguito dal Caprino-Domegliara, nel dicembre 1956; per il tratto Verona-Domegliara fu prevista la trasformazione in filovia, che avrebbe percorso la nuova strada della Valpolicella. Tale trasformazione fu approvata con Decreto ministeriale 30 novembre 1955, n. 3451, che concretizzava quanto previsto dalla Legge 5 agosto 1952, n. 1221..
L'ultima corsa ferroviaria fu espletata il 30 aprile 1959.

## Caratteristiche

### Infrastruttura
La linea ferroviaria era a singolo binario, armato con rotaie Vignoles a scartamento ordinario da 1435 mm. La lunghezza complessiva della linea era di 45,404 km, di cui 34,109 della Caprino-Verona e 11,295 della diramazione Affi-Garda.

### Percorso

#### Verona Porta San Giorgio-Caprino
| Unknown route-map component "exKBHFa" |

| Unknown route-map component "exHST" |

| Unknown route-map component "exHST" |

| Unknown route-map component "exHST" |

| Unknown route-map component "exHST" |

| Unknown route-map component "exHST" |

| Unknown route-map component "exHST" |

| Unknown route-map component "d" |  | Unknown route-map component "exSTR" | Unknown route-map component "STR+l" | Unknown route-map component "dCONTfq" |

| Unknown route-map component "d" |  | Unknown route-map component "exBHF" | Station on track | Unknown route-map component "d" |

| Unknown route-map component "d" | Unknown route-map component "CONTgq" | Unknown route-map component "xKRZu" | One way rightward | Unknown route-map component "d" |

| Unknown route-map component "exhKRZWae" |

| Unknown route-map component "exHST" |

| Unknown route-map component "d" |  | Unknown route-map component "exABZg+l" | Unknown route-map component "exCONTfq" | Unknown route-map component "d" |

| Unknown route-map component "exBHF" |

| Unknown route-map component "exHST" |

| Unknown route-map component "exHST" |

| Unknown route-map component "exHST" |

| Unknown route-map component "exKBHFe" |

Il capolinea cittadino della ferrovia era situato in località San Giorgio, nei pressi dell'omonima chiesa, da dove, a partire dal 1893, il centro di Verona era raggiungibile grazie ad un servizio di omnibus a cavalli istituito dai fratelli Carlo e Giuseppe Carlini di Villafranca. Dopo la prima decina di metri in discesa, il percorso ferroviario continuava su sede stradale nell'odierna via Mameli. Abbandonata la città, la linea ferroviaria si dirigeva verso Parona attraversando, poco prima di raggiungere il paese, due gallerie ravvicinate di una lunghezza complessiva di 400 m.
Superata Parona si arrivava, dopo aver attraversato l'abitato di Arbizzano, nella frazione di Santa Maria di Negrar, quindi la fermata successiva si trovava in centro a Pedemonte, vicino alla chiesa parrocchiale. Dopo aver affrontato una curva verso destra, il treno transitava da San Floriano, la cui fermata era situata nei pressi dell'omonima pieve, dove serviva anche gli abitanti del comune di Marano di Valpolicella. Successivamente giungeva nel capoluogo a San Pietro in Cariano e quindi transitava da Domegliara, nel comune di Sant'Ambrogio di Valpolicella, la cui fermata era una delle più importanti della linea in quanto presente la stazione ferroviaria sulla linea del Brennero.

Treno merci in stazione ad Affi.

Oltrepassata la statale del Brennero la ferrovia raggiungeva, con un percorso quasi interamente posto in trincea, l'abitato di Ponton, dove veniva attraversato il fiume Adige grazie ad un ponte dedicato. Superato l'Adige, il treno proseguiva oltre la stazione di Sega inerpicandosi su una salita che raggiungeva una pendenza massima del 25 ‰: si arrivava così alla stazione di Affi, dalla quale si diramava, in direzione opposta, la linea per Garda. Da Affi il percorso della ferrovia è stato sostituito sullo stesso sedime dalla provinciale 9 e, passando per Albarè, raggiungeva la stazione di Costermano. Da questa stazione, posta in piena curva di stretto raggio, la linea svoltava verso destra, innestandosi su un rettilineo, lungo quasi quattro chilometri al termine del quale era situata la stazione di Caprino Veronese. Essa rappresentò la base logistica della ferrovia in quanto vi erano ubicati magazzino merci, rimessa locomotive, piani caricatori, binari per il ricovero dei mezzi e l'officina per le riparazioni.
Su alcune antiche mappe topografiche possiamo trovare traccia di un progetto del prolungamento della linea fino a Ferrara di Monte Baldo da costruirsi, per alcuni tratti, a cremagliera.

#### Affi-Garda
| Unknown route-map component "exCONTg" |

| Unknown route-map component "exBHF" |

| Unknown route-map component "exABZgl" | Unknown route-map component "exCONTfq" |

| Unknown route-map component "exHST" |

| Unknown route-map component "exHST" |

| Unknown route-map component "exHST" |

| Unknown route-map component "exKBHFe" |

In uscita dalla stazione di Affi, il percorso della linea superava l'attuale area degli impianti sportivi di Affi e, poco dopo, un ponticello su un fossato. Il tracciato della linea corrisponde a quello della provinciale 9 fino all'abitato di Cavaion.
La prima stazione era quella omonima, le cui strutture sono situate in via Fracastoro, in un punto del tracciato posto in leggera curva verso sinistra. In seguito alla dismissione della linea, il fabbricato viaggiatori della stazione è stato trasformato in Centro Anziani.
Uscendo in direzione Garda, dopo l'incrocio con via san Faustino il tracciato della linea è corrispondente a quello della provinciale 31 per la cui realizzazione è stato utilizzato il sedime della dismessa ferrovia. La linea, dopo una curva e una controcurva, raggiungeva il culmine della diramazione per Garda presso il quale era ubicata, in piena curva a stretto raggio come nel caso di Costermano, la fermata di Calmasino.

La ferrovia presso Garda.

Da quest'impianto, la ferrovia percorreva un tratto ricco di curve necessarie per scendere di quota dall'altopiano morenico verso il lago di Garda che corrisponde a quello della provinciale 31 fino all'incrocio con la strada Campazzi nei pressi di Bardolino. In questo punto, il tracciato si allontana dalla provinciale effettuando una curva verso destra per poi incrociare nuovamente la provinciale stessa in corrispondenza della rotonda con via Europa Unita. Il percorso di quest'ultima strada e quello di via Ugo Foscolo corrispondono a quello della linea dismessa.
Una volta raggiunto il lago, la prima stazione che si incontrava era quella di Bardolino, situata in piazzale Gramsci. In seguito alla dismissione della linea, il suo fabbricato viaggiatori è stato reimpiegato come sede di un circolo ricreativo per anziani.
Dopo Bardolino, la ferrovia proseguiva per tre chilometri lungo l'attuale passeggiata Rivalunga, su un tracciato in piano, fino ad arrivare al capolinea di Garda, situato presso il lungolago Europa. Il fabbricato viaggiatori era posto lateralmente ai binari lungo via San Francesco; in seguito alla dismissione della ferrovia fu abbattuto.
Garda trasse molti vantaggi dall'arrivo della ferrovia: se alla fine del XIX secolo l'economia del luogo si basava prevalentemente sulla pesca, la fine del suo isolamento ha portato all'avvio di attività turistiche e commerciali.

## Materiale rotabile

Una vecchia locomotiva a vapore e una nuova automotrice presso la stazione di San Giorgio.

Per i primi anni d'esercizio, la Società anonima per la Ferrovia Verona-Caprino-Garda si affidò a locomotive a vapore di fabbricazione Krauss ed Henschel. Ad eccezione della prima locomotiva acquistata, che fu ceduta nel 1916, le altre furono demolite nel 1959. Il parco delle carrozze passeggeri, con vagoni a doppio asse, era così composto:
- otto vetture di prima e seconda classe;
- tredici vetture di terza classe;
- tre vetture miste di terza classe e bagagliaio;
- due vetture bagagliaio.

Il parco vetture merci, sempre a doppio asse, era invece formato da un totale di quarantaquattro carri, di cui quindici atti al servizio internazionale (cinque scoperti e dieci scoperti), venticinque carri scoperti con sponde e quattro carri dedicati al trasporto di bestiame.
Al passaggio di gestione all'amministrazione provinciale il materiale impiegato sulla linea era costituito da sei locomotive a vapore, ventisette carrozze passeggeri a due assi e quarantun carri per il trasporto merci. Durante tale epoca si avviò un programma di ammodernamento della linea: nel 1925 si procedette all'acquisto di cinque elettromotrici ad accumulatori prodotte dalla ditta Rognini e Balbo in modo da raggiungere l'obbiettivo di effettuare un maggior numero di corse ad un costo minore, inoltre furono acquistate nove carrozze e diciassette carri merci, mentre diciassette vagoni passeggeri furono dismessi. Si arrivò, pertanto, al seguente parco rotabile:
- sei locomotive a vapore;
- cinque motrici elettriche ad accumulatori;
- diciannove vetture passeggeri, di cui cinque a carrelli e quattordici a due assi;
- cinquantotto carri per il trasporto merce.

Una automotrice ALn 556 attraversa via Mameli a Verona.

Sempre nel 1925 fu distratta una motrice ad accumulatori dalla tranvia San Bonifacio-Lonigo-Cologna Veneta per essere assegnata alla Verona-Caprino.
La dieselizzazione, almeno per il servizio passeggeri, si attuò nel dopoguerra, quando la SAER, nel 1948, acquistò dalle Ferrovie dello Stato quattro automotrici ALn 556 che furono riparate dalla Breda: questi furono gli ultimi mezzi ad entrare in funzione sulla linea. Alla chiusura della stessa, il parco rotabile era così formato:
- sei locomotive a vapore;
- due motrici elettriche ad accumulatori;
- quattro automotrici Diesel;
- quindici vetture passeggeri, di cui cinque a carrelli e dieci a due assi;
- trentaquattro carri per il trasporto merce, di cui quattordici chiusi e i restanti venti aperti.

### Materiale di trazione utilizzato
| Costruttore e n. matricola | Numero di servizio          | Anno costruzione | Entrata in servizio | Cessione          |
| -------------------------- | --------------------------- | ---------------- | ------------------- | ----------------- |
| Locomotive a vapore        |                             |                  |                     |                   |
| Henschel 2728              | 1 (SV 210)                  | 1889             | 1889                | Demolita nel 1959 |
| Henschel 2729              | 2 (SV 211)                  | 1889             | 1889                | Demolita nel 1959 |
| Henschel 2730              | 3 (SV 212)                  | 1889             | 1889                | Demolita nel 1959 |
| Krauss 2164                | 4 (SV 200)                  | 1899             | 1899                | Venduta nel 1916  |
| Henschel 3157              | 5 (SV 213)                  | 1890             | 1890                | Demolita nel 1959 |
| Henschel 3158              | 6 (SV 214)                  | 1890             | 1890                | Demolita nel 1959 |
| Henschel 7494              | 7 (SV 215)                  | 1906             | 1906                | Demolita nel 1959 |
| Motrici ad accumulatori    |                             |                  |                     |                   |
| Rognini e Balbo            | A 41                        | 1924             | 1924                | Demolita nel 1959 |
| Rognini e Balbo            | A 42                        | 1924             | 1924                | Demolita nel 1959 |
| Rognini e Balbo            | A 43                        | 1924             | 1924                | Demolita nel 1959 |
| Rognini e Balbo            | A 75                        | 1925             | 1925                | Demolita nel 1959 |
| Rognini e Balbo            | A 78                        | 1925             | 1925                | Demolita nel 1959 |
| Automotrici Diesel         |                             |                  |                     |                   |
| Breda                      | AD 301 (ex FS ALn 56.2020)  | 1937             | 1948                | Venduta nel 1959  |
| Breda                      | AD 302 (ex FS ALn 556.2224) | 1938             | 1948                | Venduta nel 1959  |
| Breda                      | AD 303 (ex FS ALn 56.2034)  | 1937             | 1948                | Venduta nel 1959  |
| Breda                      | AD 304 (ex FS ALn 556.2281) | 1939             | 1948                | Venduta nel 1959  |

### Esplicative
1. ↑  Tra i sindaci invitati ci furono anche quelli di Quinzano, Parona che ora fanno parte del comune di Verona e di Negarine, ora sotto San Pietro in Cariano.
2. ↑  In tal proposito si può vedere la relazione del comitato promotore.
3. ↑  Vedi anche Verona alla prima industrializzazione.
4. ↑  Verona fin dalla dominazione austriaca del XIX secolo è stata una città di confine e dunque un territorio strategicamente molto importante. La presenza di guarnigioni e strutture militari hanno influenzato pesantemente sul suo sviluppo. In particolare vigevano le cosiddette "servitù militari": severe restrizioni nell'edificare al di fuori delle mura cittadine e divieti per i civili di avvicinarsi alle strutture militari e transitare su particolari strade.
5. ↑  Cresciuti poi a sette già dal 1º novembre 1893.
6. ↑  Questo nuovo comitato fu costituito da Nicola Gaiter, colonnello a riposo dei Regi Carabinieri.
7. ↑  Ricordiamo le campagne a favore di molti giornalisti de L'Arena tra cui lo storico Giuseppe Silvestri, che auspicò il potenziamento della linea.
8. ↑  Il costo dell'energia elettrica era infatti inferiore a quello del vapore.
9. 1 2  Spesso si scambiavano con le omologhe motrici utilizzate sulle tramvie Verona - San Bonifacio - Cologna Veneta.
10. ↑  Tutte le automotrici Diesel furono acquistate dalle Ferrovie dello Stato nel 1947.
11. 1 2 3 4  Vendute ad un demolitore e successivamente acquistate da La Ferroviaria Italiana nel 1963.

### Bibliografiche
1. ↑  Chiericato e Rigato, 1993, p. 9.
2. ↑  Ganzerla, 2004, pp. 220-221.
3. ↑  Gazzetta Ufficiale del Regno d'Italia n. 084 del 10 aprile 1886.
4. ↑  Chiericato e Rigato, 1993, p. 11.
5. 1 2  Chiericato e Rigato, 1993, p. 14.
6. ↑  Ganzerla, 2004, pp. 221-222.
7. ↑  Chiericato e Rigato, 1993, p. 21.
8. 1 2  Chiericato e Rigato, 1993, p. 22.
9. ↑  Ganzerla, 2004, p. 228.
10. ↑  Ganzerla, 2004, pp. 232-233.
11. ↑  Chiericato e Rigato, 1993, p. 27.
12. ↑  Delibera del Consiglio Provinciale del 5 maggio 1924 in cui si autorizza una spesa di lire 1 751 000.
13. ↑  Con Regio Decreto 20 febbraio 1925, registrato alta Corte dei conti addì 10 aprile 1925, reg. n. 4 Lavori pubblici, foglio n. 1428, a decorrere dal 1º giugno 1921 l'amministrazione provinciale di Verona venne riconosciuta ad ogni effetto subentrata alla Società anonima per la ferrovia Verona-Caprino-Garda nella concessione della ferrovia omonima e della diramazione Affi-Garda; si veda il Regio Decreto n. 1375 del 15 luglio 1938 pubblicato sulla Gazzetta Ufficiale del Regno d'Italia.
14. ↑  Chiericato e Rigato, 1993, pp. 79-80.
15. ↑  Chiericato e Rigato, 1993, p. 31.
16. 1 2  Ganzerla, 2004, p. 233.
17. 1 2  Chiericato e Rigato, 1993, p. 33.
18. ↑  Chiericato e Rigato, 1993, p. 66.
19. ↑  Ganzerla, 2004, pp. 234-235.
20. ↑  Chiericato e Rigato, 1993, p. 40.
21. ↑  Le filovie di Verona, in Mondo ferroviario, n. 11, febbraio 1987, p. 4.
22. ↑  Ganzerla, 2004, p. 235.
23. ↑  Cornolò, 2005, p. 35.
24. ↑   AMT Verona, su filoebus.it. URL consultato il 12 agosto 2010 (archiviato dall'url originale il 1º dicembre 2008).
25. ↑  Chiericato e Rigato, 1993, p. 54.
26. ↑   Binari perduti, su comunemaranovalpolicella.vr.it. URL consultato il 12 agosto 2010 (archiviato dall'url originale il 15 settembre 2010).
27. ↑  Ganzerla, 2004, p. 238.
28. ↑  Chiericato e Rigato, 1993, pp. 58-59.
29. ↑  Ganzerla, 2004, p. 232.
30. ↑  Chiericato e Rigato, 1993, p. 77.
31. ↑  Chiericato e Rigato, 1993, p. 80.
32. ↑  Chiericato e Rigato, 1993, p. 83.
33. ↑  Ganzerla, 2004, p. 234.